# Voortberg
De Voortberg is een heuvel in de Belgische provincie Limburg gelegen in de omgeving van Borgloon. De klim is genoemd naar het plaatsje aan de voet Voort. De helling ligt op de voormalige heerbaan (Romeinse Kassei) van Tongeren naar Tienen.  

## Wielrennen
De helling is onder andere opgenomen in de recreatieve fietsroutes LF Heuvelroute en LF Vlaanderenroute.